# Getto w Brodach

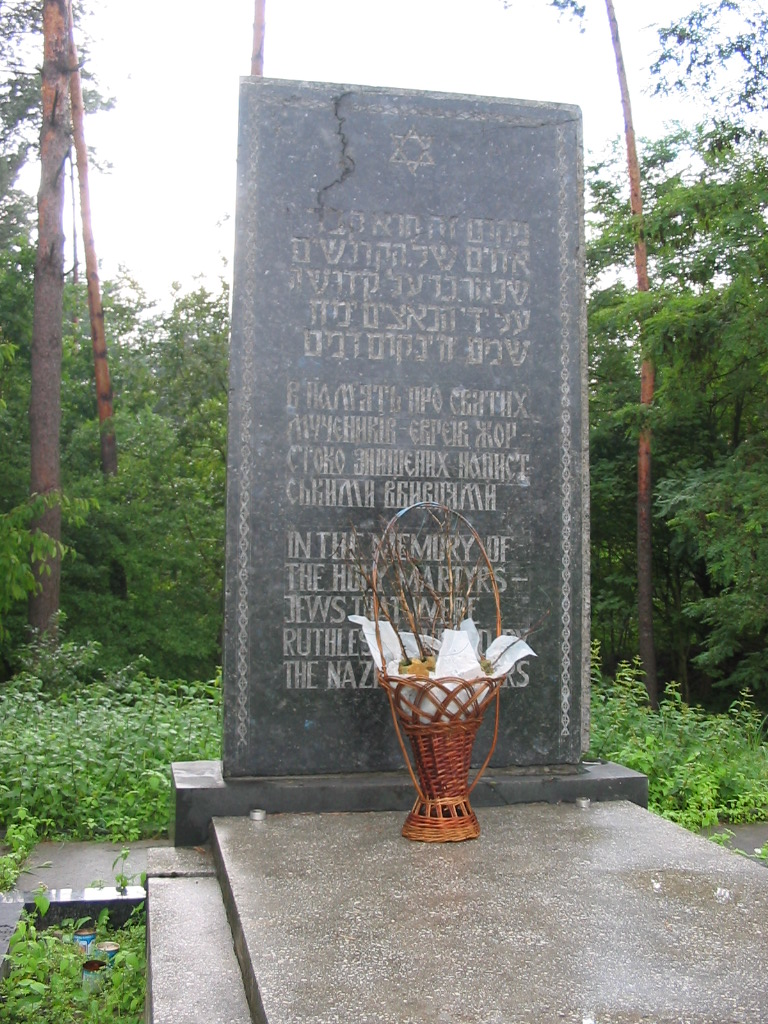
Pomnik zamordowanych w maju 1943 w lesie w pobliżu miasta ok. 6000 Żydów z getta w Brodach

Getto w Brodach (jid. ‏בראָדער געטאָ‎, Broder lub Bruder geto) – getto dla ludności żydowskiej w Brodach zorganizowane przez okupacyjne władze hitlerowskie w czasie II wojny światowej.
Getto zostało założone 13 stycznia 1942 roku. Umieszczono w nim 6458 Żydów. We wrześniu i listopadzie 1942 roku około 5,5 tys. z nich wywieziono do obozu śmierci w Bełżcu, a około 500 zabito na miejscu. Na ich miejsce Niemcy przesiedlili Żydów z okolicznych miejscowości (Leszniewo, Sokołówka, Toporów, Podkamień, Stanisławczyk), w wyniku czego liczba ludności w getcie wzrosła do ponad 4,5 tysiąca. Zimą 1942–43 z głodu oraz w wyniku epidemii tyfusu zmarło około tysiąca osób.
W 1942 roku w getcie istniała podziemna organizacja żydowska, która nawiązała kontakty z podziemiem w getcie lwowskim oraz Narodową Gwardią im. Iwana Franki.
Getto zostało zlikwidowane 21 maja 1943 roku, gdy około 3,5 tys. Żydów wywieziono do obozu koncentracyjnego na Majdanku a kilkuset zabito na miejscu.

## Literatura
- Холокост на территории СССР: Энциклопедия. Moskwa 2009, ISBN 978-5-8243-1296-6, s. 111–112.